# Rajd Monte Carlo 1982

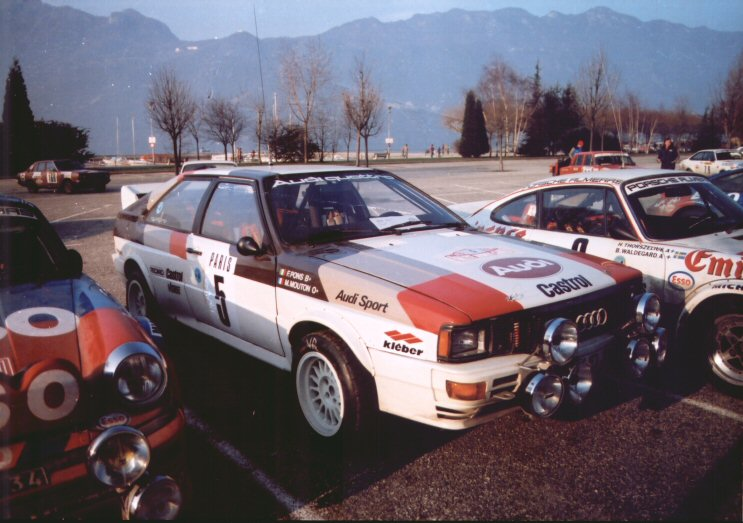
Rajd Monte Carlo 1982

Rajd Monte Carlo 1982 (50. Rallye Automobile de Monte-Carlo) – rajd samochodowy rozgrywany w Monaco od 16 do 22 stycznia  1982 roku. Była to pierwsza runda Rajdowych Mistrzostw Świata w roku 1982. Rajd został rozegrany na asfalcie i śniegu. 

## Zwycięzcy odcinków specjalnych[2]
| Etap | Data        | OS                             | Godzina                        | Nazwa                                             | Długość                        | Zwycięzca                              | Czas                           | Śred. pręd                     | Lider rajdu   |
| ---- | ----------- | ------------------------------ | ------------------------------ | ------------------------------------------------- | ------------------------------ | -------------------------------------- | ------------------------------ | ------------------------------ | ------------- |
| 1    | 16 stycznia | Wspólna jazda do Aix-les-Bains | Wspólna jazda do Aix-les-Bains | Wspólna jazda do Aix-les-Bains                    | Wspólna jazda do Aix-les-Bains | Wspólna jazda do Aix-les-Bains         | Wspólna jazda do Aix-les-Bains | Wspólna jazda do Aix-les-Bains | brak          |
|      |             |                                |                                |                                                   |                                |                                        |                                |                                | brak          |
| 2    | 17 stycznia | 1                              | 20:52                          | Véniper - La Feclaz                               | 14,24 km                       | Guy Fréquelin                          | 7:58                           | 107,25 km/h                    | Guy Fréquelin |
| 2    | 17 stycznia | 2                              | 21:44                          | Bellecombette - Le Sappey-en-Chartreuse           | 43,88 km                       | Walter Röhrl                           | 25:42                          | 102,44 km/h                    | Walter Röhrl  |
| 2    | 17 stycznia | 3                              | 23:35                          | Saint-Barthélémy de Sechilienne - Lavaldens       | 19,36 km                       | Walter Röhrl                           | 11:16                          | 103,10 km/h                    | Walter Röhrl  |
| 2    | 18 stycznia | 4                              | 1:34                           | Pont du Fosse - Romette                           | 16,00 km                       | Walter Röhrl Hannu Mikkola             | 8:12                           | 117,07 km/h                    | Walter Röhrl  |
| 2    | 18 stycznia | 5                              | 2:33                           | Savines Gare - Jct. D41/D9                        | 16,30 km                       | Guy Fréquelin                          | 10:26                          | 93,74 km/h                     | Walter Röhrl  |
| 2    | 18 stycznia | 6                              | 3:57                           | Col des Garcinets                                 | 22,87 km                       | Walter Röhrl                           | 16:03                          | 85,50 km/h                     | Walter Röhrl  |
| 2    | 18 stycznia | 7                              | 7:09                           | Trigance - Châteauvieux 1                         | 28,53 km                       | Walter Röhrl                           | 17:32                          | 97,60 km/h                     | Walter Röhrl  |
| 2    | 18 stycznia | 8                              | 8:13                           | Les Quatre Chemins 1                              | 15,48 km                       | Hannu Mikkola                          | 8:49                           | 97,63 km/h                     | Walter Röhrl  |
| 2    | 18 stycznia | 9                              | 10:11                          | Loda - Lucéram 1                                  | 16,52 km                       | Walter Röhrl                           | 12:42                          | 105,35 km/h                    | Walter Röhrl  |
|      |             |                                |                                |                                                   |                                |                                        |                                |                                | Walter Röhrl  |
| 3    | 19 stycznia | 10                             | 7:02                           | Moulinet - La Bollène-Vésubie 1                   | 22,40 km                       | Michèle Mouton                         | 20:21                          | 66,04 km/h                     | Walter Röhrl  |
| 3    | 19 stycznia | 11                             | 8:59                           | Pont des Miolans - Saint-Auban 1                  | 24,28 km                       | Jean-Luc Thérier                       | 17:39                          | 8,254 km/h                     | Walter Röhrl  |
| 3    | 19 stycznia | 12                             | 12:10                          | Col de Faye                                       | 11,78 km                       | Hannu Mikkola                          | 6:33                           | 107,91 km/h                    | Walter Röhrl  |
| 3    | 19 stycznia | 13                             | 13:00                          | Les Savoyons - Sigoyer                            | 31,88 km                       | Hannu Mikkola                          | 20:52                          | 91,67 km/h                     | Walter Röhrl  |
| 3    | 19 stycznia | 14                             | 19:22                          | Saint-Michel-les-Portes - Saint-Barthélémy du Gua | 36,63 km                       | Hannu Mikkola                          | 23:52                          | 92,09 km/h                     | Walter Röhrl  |
| 3    | 19 stycznia | 15                             | 21:46                          | Saint-Jean-en-Royans - La Chapelle-en-Vercors     | 38,67 km                       | Walter Röhrl                           | 21:37                          | 107,33 km/h                    | Walter Röhrl  |
| 3    | 20 stycznia | 16                             | 1:00                           | Saint-Bonnet-le-Froid - Saint-Bonnet-le-Froid     | 25,72 km                       | Hannu Mikkola                          | 14:11                          | 108,80 km/h                    | Walter Röhrl  |
| 3    | 20 stycznia | 17                             | 2:59                           | Le Moulinon - Antraigues                          | 36,97 km                       | Walter Röhrl                           | 26:21                          | 84,18 km/h                     | Walter Röhrl  |
| 3    | 20 stycznia | 18                             | 7:36                           | La Souche - Jct. D239/N102                        | 27,40 km                       | Hannu Mikkola                          | 17:27                          | 94,21 km/h                     | Walter Röhrl  |
| 3    | 20 stycznia | 19                             | 8:58                           | Burzet - Mezilhac                                 | 33,11 km                       | Hannu Mikkola                          | 19:28                          | 102,05 km/h                    | Walter Röhrl  |
| 3    | 20 stycznia | 20                             | 11:55                          | Saint-Nazaire-le-Désert - La Motte-Chalancon      | 23,66 km                       | Hannu Mikkola                          | 16:05                          | 88,27 km/h                     | Walter Röhrl  |
| 3    | 20 stycznia | 21                             | 13:19                          | Montauban-sur-l'Ouvèze - Laborel                  | 20,51 km                       | Walter Röhrl                           | 12:03                          | 102,05 km/h                    | Walter Röhrl  |
| 3    | 20 stycznia | 22                             | 15:27                          | Col du Corobin 1                                  | 16,27 km                       | Hannu Mikkola                          | 11:41                          | 83,55 km/h                     | Walter Röhrl  |
|      |             |                                |                                |                                                   |                                |                                        |                                |                                | Walter Röhrl  |
| 4    | 20 stycznia | 23                             | 18:42                          | Col de la Madone - Col des Banquettes             | 18,44 km                       | Walter Röhrl                           | 14:49                          | 74,67 km/h                     | Walter Röhrl  |
| 4    | 20 stycznia | 24                             | 20:02                          | Moulinet - La Bollène-Vesubie 2                   | 22,40 km                       | Walter Röhrl                           | 19:21                          | 69,46 km/h                     | Walter Röhrl  |
| 4    | 20 stycznia | 25                             | 21:25                          | Saint-Sauveur - Beuil                             | 21,91 km                       | Guy Fréquelin                          | 16:20                          | 80,49 km/h                     | Walter Röhrl  |
| 4    | 20 stycznia | 26                             | 22:48                          | Pont des Miolans - Saint-Auban 2                  | 24,28 km                       | Guy Fréquelin                          | 16:18                          | 89,37 km/h                     | Walter Röhrl  |
| 4    | 21 stycznia | 27                             | 1:26                           | Puimichel - Jct. D12/D17                          | 20,72 km                       | Walter Röhrl                           | 14:26                          | 86,13 km/h                     | Walter Röhrl  |
| 4    | 21 stycznia | 28                             | 3:19                           | Col du Corobin 2                                  | 16,22 km                       | Guy Fréquelin                          | 11:46                          | 82,71 km/h                     | Walter Röhrl  |
| 4    | 21 stycznia | 29                             | 4:42                           | Trigance - Châteauvieux 2                         | 28,53 km                       | Jochi Kleint                           | 18:23                          | 93,12 km/h                     | Walter Röhrl  |
| 4    | 21 stycznia | 30                             | 5:46                           | Les Quatre Chemins 2                              | 15,48 km                       | Walter Röhrl Jochi Kleint Dany Snobeck | 9:18                           | 99,87 km/h                     | Walter Röhrl  |
| 4    | 21 stycznia | 31                             | 6:48                           | Bouyon - Roquesteron                              | 18,95 km                       | Jochi Kleint                           | 14:11                          | 80,16 km/h                     | Walter Röhrl  |
| 4    | 21 stycznia | 32                             | 8:17                           | Loda - Lucéram 2                                  | 16,52 km                       | Jochi Kleint                           | 14:05                          | 70,38 km/h                     | Walter Röhrl  |

| Zwycięzcy OS-ów  | Zwycięzcy OS-ów |
| Kierowca         | Ilość           |
| ---------------- | --------------- |
| Walter Röhrl     | 13              |
| Hannu Mikkola    | 10              |
| Guy Fréquelin    | 5               |
| Jochi Kleint     | 4               |
| Michèle Mouton   | 1               |
| Dany Snobeck     | 1               |
| Jean-Luc Thérier | 1               |

## Wyniki końcowe rajdu[1]
| Msc. | Kierowca           | Pilot                   | Samochód        | Czas       | Strata   | Grupa |
| ---- | ------------------ | ----------------------- | --------------- | ---------- | -------- | ----- |
| 1.   | Walter Rohrl       | Christian Geistdorfer   | Opel Ascona 400 | 8h 20m 33s |          | 4     |
| 2.   | Hannu Mikkola      | Arne Hertz              | Audi Quattro    |            | +3m 49s  | 4     |
| 3.   | Jean-Luc Therier   | Michel Vial             | Porsche 911     |            | +12m 05s | 4     |
| 4.   | Guy Frequelin      | Jean-Francois Fauchille | Porsche 911     |            | +17m 07s | 4     |
| 5.   | Bruno Saby         | Francoise Sappey        | Renault 5 Turbo |            | +23m 01s | 4     |
| 6.   | Dany Snobeck       | Denise Emmanuelli       | Renault 5 Turbo |            | +29m 55s | 4     |
| 7.   | Jochi Kleint       | Gunther Wanger          | Opel Ascona 400 |            | +39m 07s | 4     |
| 8.   | Philippe Touren    | Jean-Louis Alric        | Renault 5 Turbo |            | +46m 01s | 4     |
| 9.   | Jean-Pierre Ballet | Christian Gilbert       | Porsche 911 SC  |            | +48m 27s | B12   |
| 10.  | Jurgen Barth       | Roland Kussmaul         | Porsche 924 GTS |            | +49m 13s | B12   |

## Klasyfikacja po 1 rundzie
Tabele przedstawiają tylko pięć pierwszych miejsc.

### Kierowcy
| Lp. | Kierowca         | Pkt |
| --- | ---------------- | --- |
| 1   | Walter Röhrl     | 20  |
| 2   | Hannu Mikkola    | 15  |
| 3   | Jean-Luc Thérier | 12  |
| 4   | Guy Fréquelin    | 10  |
| 5   | Bruno Saby       | 8   |

### Producenci
| Lp. | Producent | Pkt |
| --- | --------- | --- |
| 1   | Opel      | 18  |
| 2   | Audi      | 16  |
| 3   | Porsche   | 14  |
| 4   | Renault   | 10  |